# An Awesome Wave
An Awesome Wave är debutalbumet av den brittiska indierock-kvartetten Alt-J (∆), utgivet den 25 maj 2012 av Infectious Music. Albumet innehåller singlarna "Breezeblocks", "Something Good" och "Tessellate". Det nådde plats 19 på UK Albums Chart, och tog sig även in på topplistorna i Belgien, Frankrike, Nederländerna och Schweiz. An Awesome Wave vann år 2012 det brittiska prestigefyllda Mercury Prize.

## Kritiskt mottagande
Albumet har mottagit mycket positiva recensioner från kritiker, där Metacritic.com gav albumet 70 av 100 baserat på 18 kritiker, vilket motsvarar generellt positiva recensioner.
MusicOMH uttryckte stor entusiasm, och sade att "medan An Awesome Wave ser bandet blanda ett brett spektrum av stilar och instrument, känns det aldrig tvingat eller alltför komplicerat... Det här kommer inte att vara det sista vi hör från denna ytterst övertygande kvintett."
Drowned in Sound beskrev An Awesome Wave som "ett väl avrundat, fantastiskt debutalbum" och sa "Vad än Alt-J strävade mot med sitt debutalbum, har de lyckats bevisa sitt värde som talangfulla musiker, litterära entusiaster och bildspråksbegåvade."
Jenny Stevens från NME gav An Awesome Wave en positiv recension där hon skrev, "The charm of Alt-J's musical scatterbrain is that it works. On the surface, this is smart alt-pop, but Alt-J have messed with the formula just enough to make this a brilliantly disquieting debut. In refusing to submit to the rigours of a genre, they might just have made themselves masters of their own."
Jen Long från BBC Music gav albumet en positiv recension och angav, "This album spans every workable idea, genre, and influence that can be crammed under the guitar music umbrella, yet it never feels disorientating. Instead, what swoons gracefully through speakers is an entirely comprehendible and accessible collection of beautiful pop songs."
Allmusic ansåg att albumet "ibland var skyldigt till anspråksfullhet" men att "dessa eklektiska mångsidiga ljudarrangemang vävs ihop på ett sådant enkelt sätt att resultaten aldrig känns tvingade eller krystade... Alt-J:s våg är betydligt mer häftig när den är som mest schizofren."
Det brittiska musikmagasinet Mojo var dock mer negativt inställda, och sade att bandet "siktar mot 'kryptisk experimentell pop' men i stället blir "pompöst stolligt", och att "hela albumet är osäkert och oövertygande."

## Singlar
- "Matilda"/"Fitzpleasure" utgavs som albumets huvudsingel den 24 februari 2012.

- "Breezeblocks" utgavs som den andra singeln från albumet den 18 maj 2012.

- "Tessellate" utgavs som den tredje singeln från albumet den 13 juli 2012.

- "Something Good" utgavs som den fjärde  singeln från albumet den 28 september 2012.

- "Matilda" återutgavs som den femte singeln från albumet i och med deras Mercury Prize-vinst den 10 december 2012.

## Låtlista
| Nr  | Titel                 | Längd |
| --- | --------------------- | ----- |
| 1.  | Intro                 | 2:37  |
| 2.  | ❦ (Ripe & Ruin)       | 1:12  |
| 3.  | Tessellate            | 3:02  |
| 4.  | Breezeblocks          | 3:47  |
| 5.  | ❦ (Guitar)            | 1:17  |
| 6.  | Something Good        | 3:38  |
| 7.  | Dissolve Me           | 4:17  |
| 8.  | Matilda               | 3:48  |
| 9.  | Ms                    | 3:58  |
| 10. | Fitzpleasure          | 3:39  |
| 11. | ❦ (Piano)             | 0:53  |
| 12. | Bloodflood            | 4:09  |
| 13. | Taro                  | 5:05  |
| 14. | Hand-Made (Dolt spår) | 2:37  |

| 15. | Breezeblocks (Alt-J vs. NOC// Mix)                  | 3:06 |
| 16. | Breezeblocks (B-JU Remix)                           | 3:59 |
| 17. | Breezeblocks (Rockdaworld Remix)                    | 4:41 |
| 18. | Breezeblocks (Submerse Remix)                       | 5:06 |
| 19. | Breezeblocks (Tom Vek's SFX Remix)                  | 5:18 |
| 20. | Fitzpleasure (bretonLABS Remix)                     | 4.23 |
| 21. | Fitzpleasure (Dave Sitek Remix)                     | 3:18 |
| 22. | Fitzpleasure (Jim James 'Apple C' Remix)            | 4:20 |
| 23. | Fitzpleasure (The Internet of Odd Future Remix)     | 4:30 |
| 24. | Matilda (Ghostpoet 'Gang Panang Adlit' Remix)       | 3:49 |
| 25. | Something Good (BlackBox Remix)                     | 6:29 |
| 26. | Something Good (Fort Romeau Remix)                  | 4:36 |
| 27. | Something Good (The Invisible BMC Remix)            | 5:08 |
| 28. | Something Good (Tong & Rogers Remix)                | 8:22 |
| 29. | Tessellate (Anstam Remix)                           | 3:58 |
| 30. | Tessellate (Ben De Vries Remix)                     | 4:06 |
| 31. | Tessellate (BlackBox Remix)                         | 5:55 |
| 32. | Tessellate (Broadbandits Afro Mix)                  | 5:27 |
| 33. | Tessellate (Dam Mantle Remix)                       | 6:17 |
| 34. | Tessellate (Marlais Remix)                          | 3:53 |
| 35. | Fitzpleasure (Live From The Africa Centre 14.04.12) | 4:03 |
| 36. | Taro (Live From The Africa Centre 14.04.12)         | 4:23 |
| 37. | Tessellate (Live From The Africa Centre 14.04.12)   | 4:26 |
| 38. | Bloodflood (SARM Acoustic Version)                  | 3:33 |
| 39. | Matilda (SARM Acoustic Version)                     | 3:59 |
| 40. | Something Good (SARM Acoustic Version)              | 3:39 |
| 41. | Tessellate (SARM Acoustic Version)                  | 3:02 |
| 42. | Breezeblocks [Music Video]                          | 3:47 |
| 43. | Tessellate [Music Video]                            | 3:01 |
| 44. | Something Good [Music Video]                        | 3:39 |

## Listplaceringar
| Lista (2012)                    | Topp- placering |
| ------------------------------- | --------------- |
| Belgiska albumlistan (Flanders) | 21              |
| Belgiska albumlistan (Wallonia) | 72              |
| Nederländska albumlistan        | 18              |
| Franska albumlistan             | 54              |
| Irländska albumlistan           | 11              |
| Schweiziska albumlistan         | 89              |
| Brittiska albumlistan           | 13              |

## Utgivningshistorik
| Land           | Utgivningsdatum | Format              | Skivbolag        |
| -------------- | --------------- | ------------------- | ---------------- |
| Storbritannien | 25 maj 2012     | Digital nedladdning | Infectious Music |
| Sverige        | 25 maj 2012     | Digital nedladdning | Infectious Music |
| Storbritannien | 28 maj 2012     | CD                  | Infectious Music |